# Јована Стефановић
Јована Стефановић (рођена Ивковић; Београд, 1957) српска је ауторка перформанса, мултимедијалних пројеката, књига, сценарија за дечије представе, мастер менаџер медија и комуникација и дугогодишњи члан УДУС-а.

## Биографија
Рођена је од оца Александра Ивковића, дипл. машинског инжењера и мајке Љубице Ивковић (рођене Зорић) зубног техничара. Своје детињство проводи у Београду, где још у основној школи показује таленат за цртање и писање и бива награђена за своје писане радове, укључујући и неколико објављених радова у додатку дневног листа Политика („Политика четвртком”). Такође у том узрасту показује интересовање за глуму и члан је драмске секције ОШ „Јосип Броз Тито”. Завршава Другу београдску гимназију „Иво Лола Рибар”, природно-математички смер, где током школовања показује даље уметничке тенденције и бави се разноврсним уметничким техникама.
Уписала је 1976. године Филолошки факултет у Београду, одсек Општа књижевност са теоријом књижевности и 1978. године почиње да ради у позоришту Атеље 212, где је стално запослена од 1981. године, на месту суфлера а потом инспицијента. У Атељеу 212 учествује и у представама „Косанчићев венац” и „Мајка” (1981), „Корешподенција” (1982) и „Мај нејм из Митар” (1984).
Живела је 1984. године у Зимбабвеу, где је у Харареу уписала факултет Harare Polytechnic, смер Art and Graphic Design. Вратила се 1985. године у Београд, где наставља да ради у позоришту Атеље 212 и почиње да ради као костимограф на РТС. Исте године упознаје Миомира Грујића Флеку, свог будућег супруга, са којим ће 1989. године добити сина, Луна Грујића. Почевши од 1987. године остварила је више модних ауторских пројеката. Имала је самосталну изложбу скулптура 1995. године, а од 1996. године формирала је позоришну трупу „Веселе меде” за дечије представе, за које она пише и режира. Такође 1996. године ради мултимедијални ауторски пројекат „Сиротињски бал” у Центру за културну деконтаминацију.
Факултет драмских уметности у Београду уписала је 2007. године, на студијском програму Менаџмент и продукција позоришта, радија и културе, који завршава са високим просеком, а 2011. године уписује и завршава мастер медија и комуникација на истом факултету. У периоду од 2012. до 2013. године радила као уметнички директор Култруног центра „Кућа краља Петра” у Београду, где је покренула низ програма и активности (књижевне вечери, вечери класичне музике, монодраме, уметничке изложбе и радионице), а од 2013. године ради као шеф маркетинга позоришта Атеље 212.
Паралелно са радом у позоришту, од 2012. године на позив Центра за културу Смедерево, пише монографије глумаца добитника Нушићеве награде за животно дело глумцу комичару у оквиру позоришног фестивала Нушићеви дани.

## Костимографије
- Таксиста, РТС емисија, октобар 1985.
- '', РТС емисија, октобар 1985.
- , РТС емисија, новембар 1985.

## Ауторски пројекти
- Модна ревија She's the boss у клубу Академија- ФЛУ, април 1987. (аутор)
- МАТ Велика сцена СКЦ Београд, јун 1988. (коауторски мултимедијални пројекат са Зорком Танкосић)
- Модна ревија у емисији ПЕТКОМ У 22 - у епизоди „Манекен” ТВ Београд
- Перформанс Сиротињски бал- Центар за културну Деконтаминацију, октобар 1996. (мултимедијални ауторски пројекат, сценарио, режија, сценографија, костими, избор музике)[3]
- Сиротињски Бал 2 у холу Филолошког факултета, јануар 1997.
- Спот Данас нисам сасвим свој групе Електрични оргазам, Фебруар 2003. (комплетан стајлинг)

## Изложбе
- Хипнагогичке слике изложба скулптура у позоришту Атеље 212, 1995. (самосталана изложба)[4]
- Српски грбови сликани на стаклу, галерија Луча, Београд, април 1998. (самостална изложба)[5]
- Годишња изложба радова, Галерија Градске општине Врачар, децембар 2020. (групна изложба)
- Годишња изложба радова, Галерија Градске општине Врачар, децембар 2021. (групна изложба)
- Годишња изложба радова, Галерија Градске општине Врачар, децембар 2022. (групна изложба)

## Дечије представе трупе „Веселе меде”
- Новогодишњи безобразлуци- ИМСА, Нови Београд, децембар 2001. Ова дечија представа је одиграна и у Универзитетској дечијој болници (сценарио, режија, сценографија, костими, избор музике)
- Новогодишња бајка - изведена у болници „Олга Дедијер”, децембар 1996. (сценарио, режија, сценографија, костими, избор музике)
- Новогодишње догодовштине – велика сцена позоришта Атеље 212, децембар 1998. (ауторски пројекат: сценарио, режија, сценографија, костими, избор музике, главне улоге Младен Андрејевић и Данијела Врањеш)

## Монографије
- Бранимир Брстина – Брзином ветра, Центар за културу, Смедерево (Библиотека Нушићеви лауреати), април 2012.[6]
- Власта Велисављевић - Радост глуме, Центар за културу, Смедерево (Библиотека Нушићеви лауреати), април 2014.
- Мирјана Мира Бањац - Једна једина, Центар за културу, Смедерево (Библиотека Нушићеви лауреати), април 2016. 222450956.[7]

## Занимљивости
- У два извођења представе „Косанчићев венац” заменила је главну глумицу Марину Кољубајеву која је услед болести била спречена да их одигра.
- Била је инспирација за песме на албумима „Дисторзија” и „Браћо и сестре” групе „Електрични Оргазам”
- Била је инспирација Миомиру Грујићу Флеки за неке од његових радова.
- Заједно са Миомиром Грујићем Флеком је радила омот албума „Најважније је бити здрав” групе „Обојени програм” 1990. године, на коме је и фотографија фармерки које је Јована осликала.

## Галерија
- Лице
- Мушкарац и жена
- Пар
- Жена